# Софіївське водосховище
Софіївське водосховище — водосховище в Україні, на річці Інгул. Розташоване в межах заповідної території — Регіонального ландшафтного парку «Приінгульський», в межах Баштанського району Миколаївської області. Дамба водосховища розташована на північ від села Софіївки.

## Опис

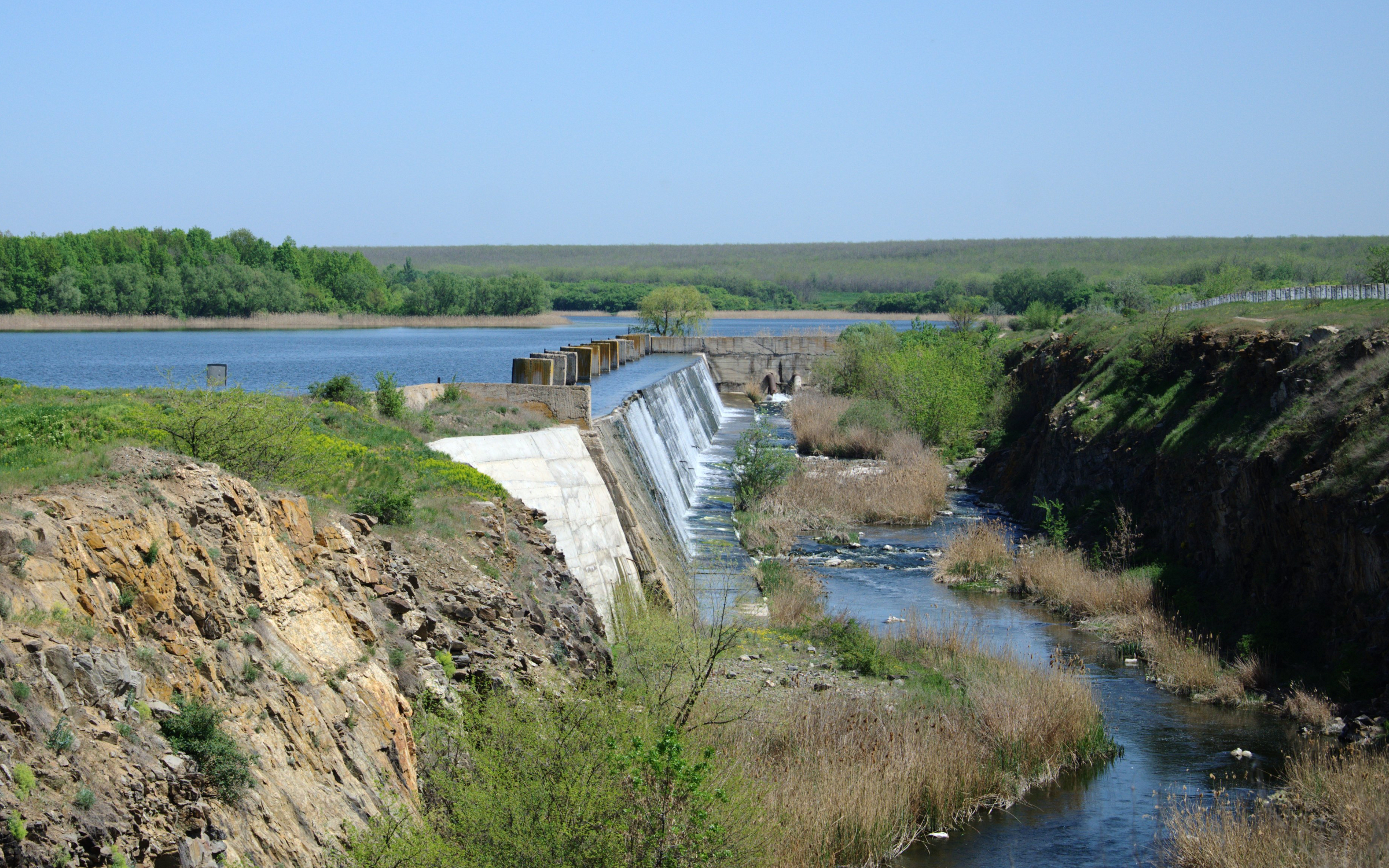
Вигляд на греблю водосховища

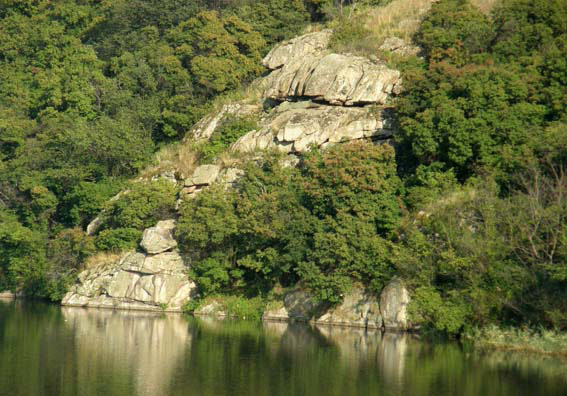
Скелястий берег водосховища

Споруджено 1968 року. Площа водосховища 4,7 км², повний об'єм 36 млн м³ (корисний 31,0 млн м³). Простягається з півдня на північ на 18 км; його пересічна ширина 0,26 км, максимальна — 0,7 км. Пересічна глибина 7,65 м, максимальна 19,5 м. Береги подекуди круті, кам'янисті, з виходом кристалічних порід.
Водосховище утворене 300-метровою земляною дамбою з шириною у підошві 140 метрів та 245-метровою бетонною греблею. Потужність верхнього водоскиду — 1245 м³/с, донного — 14,3 м³/с, сифонного — 4,9 м³/с.
Мінералізація води 800—3500 мг/м (максимальна навесні та влітку). Вода сульфатно-хлоридно-натрієвого типу, досить збагачена азотом, фосфором, містить значну кількість органічних сполук.
Пересічна температура води у квітні +10, у червні +25, у жовтні +13,6. Влітку спостерігається «цвітіння» води.
Водяться в'язь, йорж, краснопірка, лящ, плітка тощо.

## Використання
Для технічного водозабезпечення населення Баштанського району, а також для зрошування і рибництва. Створений гідрологічний заказник Софіївське водосховище.
Вздовж берегів водосховища — зони відпочинку.